# Dajka

Dajka i sill

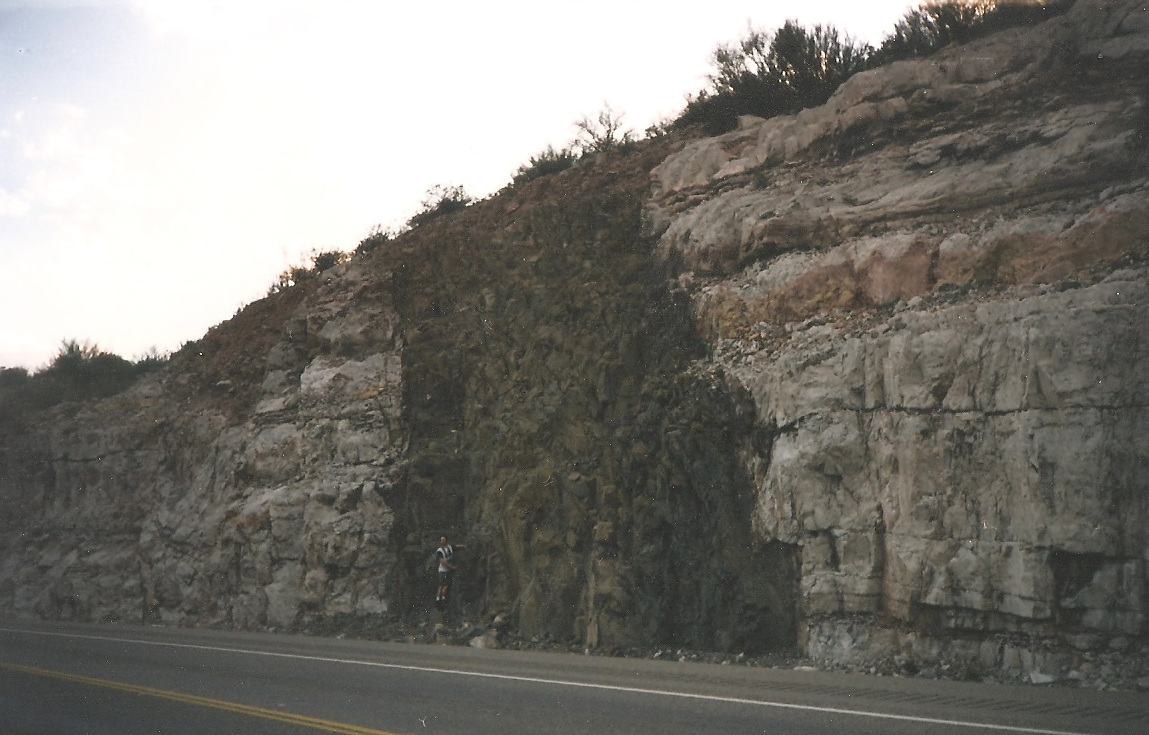
Dajka diabazowa (ciemniejszy kolor) intrudująca w skały wapienne (jaśniejszy kolor) w Arizonie

Dajka (żyła niezgodna) – ciało skalne powstałe przez intruzję magmy niezgodnie z układem starszych warstw skalnych i przecinające te warstwy. Może mieć grubość od kilku milimetrów do kilkuset metrów, a długość do kilkuset kilometrów. Na pewnej przestrzeni dajka może przebiegać zgodnie z otaczającymi skałami osadowymi i wtedy przypomina sill, z którym może być mylona.
Istnieje wiele różnych odmian dajek, m.in. dajki pierścieniowe.
Dajki są wiązane z intruzjami magmowymi, występują jednak także dajki klastyczne (żyły klastyczne) związane ze skałami osadowymi.